# Міллвіна Дін
Еліза Гледіс Дін (англ. Eliza Gladys Dean), відома як Міллвіна Дін (англ. Millvina Dean; 2 лютого, 1912 — 31 травня, 2009) — англійська картографка, остання жива пасажирка «Титаніка» серед тих, кому вдалось врятуватись під час катастрофи 15 квітня 1912 року. На той момент їй виповнилось лише два місяці, вона була наймолодшою серед пасажирів на борту.

## Сім'я
Міллвіна Дін народилась 2 лютого 1912 року в Бранскомбі, в сім'ї Бертрама Френка Діна (1886—1912) і Жоржетти Еви Лайт (1879—1975). У неї був старший брат Бертрам Вер Дін (1910—1992). ЇЇ батько загинув під час катастрофи на «Титаніку», мати померла 16 вересня 1975 року у віці 96 років, а брат — 14 квітня 1992 року, у віці 81 року, на 80-у річницю зіткнення з айсбергом.
Міллвіна жодного разу не вступала в шлюб і не мала дітей.

## На борту «Титаніка»

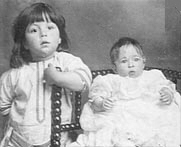
Міллвіна (праворуч) з братом Бертрамом, прибл. 1912 / 1913 рік

Батьки Міллвіни вирішили емігрувати з Великої Британії до США, а саме до Вічити, де в них мешкала рідня. Батько планував стати співвласником тютюнового магазина свого кузена. Сім'я купила квитки на інше судно, але через страйк вугільників довелось сісти на борт «Титаніка» в 3 клас на пристані в Саутгемптоні. На той момент Міллвіні було 9 тижнів. В ніч на 15 квітня 1912 року Бертрам Дін відчув зіткнення судна з айсбергом, вийшов з каюти, щоб дізнатись, що сталось, а потім повернувся, сказав дружині одягати дітей і вивів сім'ю на палубу. Міллвіна Дін, її мати та брат потрапили в рятувальний човен № 10. Батько не зміг врятуватись, його тіло, якщо і було знайдене, не було ідентифіковане.

## Повернення до Англії
Жоржетта хотіла виконати бажання покійного чоловіка і вирушити до Канзасу, але, будучи вдовою з двома маленькими дітьми, вимушена була повернутись в Англію на Адріатіку. 12 травня газета «Дейлі міррор» написала про її перебування на борту цього рейсу: «[Вона] була улюбленицею лайнера під час цього рейсу, і між жінками існувало настільки велике суперництво за можливість подоглядати за цією скромною долею людства, що один із офіцерів оголосив, що лише пасажири першого і другого класів можуть з нею спілкуватись і не більше десяти хвилин». Повернувшись до Англії, Жоржетта з дітьми оселилилась у своїх батьків в Нью-Форесті. До того часу, як Міллвіні і Бертраму виповнилось по 18 років, мати кожного тижня отримувала 40 фунтів стерлінгів від «Фонду надзвичайної допомоги» і пенсію в 23 шилінги.

## Освіта та кар'єра
В школах Саутгемптону Міллвіна та Бертрам отримали освіту. Міллвіна дізналась, що була на борту «Титаніка» тільки в 8-річному віці в 1920 році, коли Жоржетта вирішила пошлюбити ветеринара ферми її батьків Леонарда Бардена. Жоржетта Барден прожила залишок життя в щасливому шлюбі з новим чоловіком і померла в вересні 1975 року у 96 років.
Міллвіна під час Другої світової війни працювала картографкою на британський уряд. Після служби працювала у відділі закупок інженерної фірми Саутгемптону, а також асистенткою в тютюновій фірмі. Бертрам, подорослішавши, почав праюцвати на корабельні Хазбондс, де подружився з інженером Джорджем Вільямом Бішампом, який теж плив на «Титаніку» і врятувався на човні № 13. Бертрам одружився з Дороті Сінклер, чий батько, за збігом обставин, у свій час придбав нотний магазин, який належав загиблому на «Титаніку» пасажиру 2-го класу Генрі Прайсу Годжесу.
Популярність до Міллвіни і Бертрама прийшла, коли їм обом було за 70. Вони давали багато інтерв'ю в документальних фільмах і на радіо та відвідували багато виставок, присвячених катастрофі. В 1980-х часто відвідували Міський Офіс Спадку Саутгемптона. Бертрам помер на 80-у річницю катастрофи 14 квітня 1992 року. Після цього в квітні 1996 року Міллвіна вперше відвідала Белфаст, як почесна гостя за запрошенням «Titanic Historical Society», що узаконила свої права на рештки судна. Через рік вона отримала запрошення на подорож на борту Queen Elizabeth до США, щоб завершити подорож її сім'ї до Вічити.

## Смерть
Міллвіна Дін померла від пневмонії зранку 31 травня 2009 року, 97 років і сім тижнів після затоплення «Титаніка» в будинку пристарілих в Ешурсті, Гемпшир. Її тіло було кремовано і 24 жовтня 2009 року прах розвіяно за вітром з баркаса в порту Саутгемптона, звідки почав свій єдиний рейс «Титанік». Від жовтня 2007 року Міллвіна Дін була останньою з пасажирів «Титаніка», що залишалась в живих.